# Aminociclopropanocarbossilato ossidasi
La amminociclopropanocarbossilato ossidasi è un enzima appartenente alla classe delle ossidoreduttasi, che catalizza la seguente reazione:
1-amminociclopropano-1-carbossilato + ascorbato + O2 ⇄ etilene + cianuro + deidroascorbato + CO2 + 2 H2O
È un enzima ferrico senza eme. Richiede O2 per l'attività. Nell'enzima delle piante, l'etilene ha funzione di segnalazione, come la stimolazione della maturazione del fiore.